# Christopher Lambert (remero)
Christopher Lambert (Miami, 20 de noviembre de 1985) es un deportista estadounidense que compitió en remo. Ganó una medalla de bronce en el Campeonato Mundial de Remo de 2015, en la prueba de ocho con timonel ligero.

## Palmarés internacional
| Campeonato Mundial | Campeonato Mundial     | Campeonato Mundial | Campeonato Mundial      |
| Año                | Lugar                  | Medalla            | Prueba                  |
| ------------------ | ---------------------- | ------------------ | ----------------------- |
| 2015               | Aiguebelette (Francia) | Medalla de bronce  | Ocho con timonel ligero |